# Chengdu-Kunming-Bahn

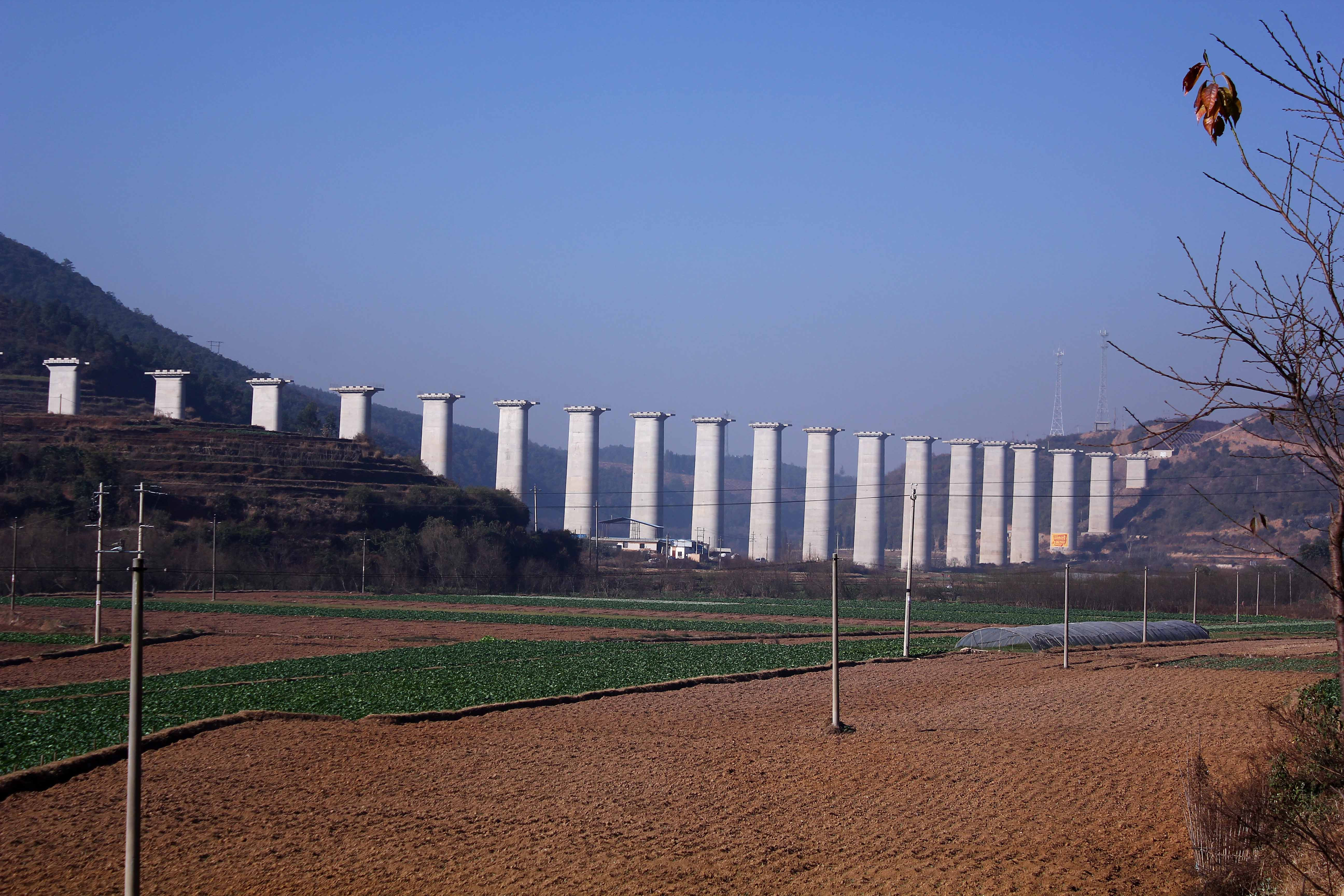
In Bau befindliche zweispurige Trasse der Schnellfahrstrecke

Die Chengdu-Kunming-Bahn (chinesisch 成昆铁路, Pinyin Cheng-Kun tielu, englisch Chengdu-Kunming Railway) ist eine Eisenbahnstrecke, die Chengdu und Kunming, die beiden Hauptstädte der südwestchinesischen Provinzen Sichuan und Yunnan, miteinander verbindet. Es ist eine der wichtigsten Verkehrsverbindungen Südwestchinas.
Ihre Gesamtlänge beträgt ca. 1100 km. Sie wurde in den Jahren 1958 bis 1970 erbaut. Die Strecke führt durch das Gebiet des Gebirges Hengduan Shan. Die Bahn überquert und anderem die großen Flüsse Min Jiang, Qingyi Jiang, Dadu He und Jinsha Jiang (Chang Jiang).
Wichtige Stationen auf ihrer Strecke sind Chengdu, Pengshan, Jiajiang, Emei, Ebian, Ganluo, Xide, Xichang, Dechang, Miyi und Panzhihua in der Provinz Sichuan und Yuanmou, Lufeng, Anning und Kunming in der Provinz Yunnan.
Im Norden gibt es die Verbindungen:
- Bao-Cheng-Bahn 宝成铁路 (Baoji–Chengdu)
- Cheng-Yu-Bahn 成渝铁路 (Chengdu-Chongqing)

Im Süden gibt es die Verbindungen:

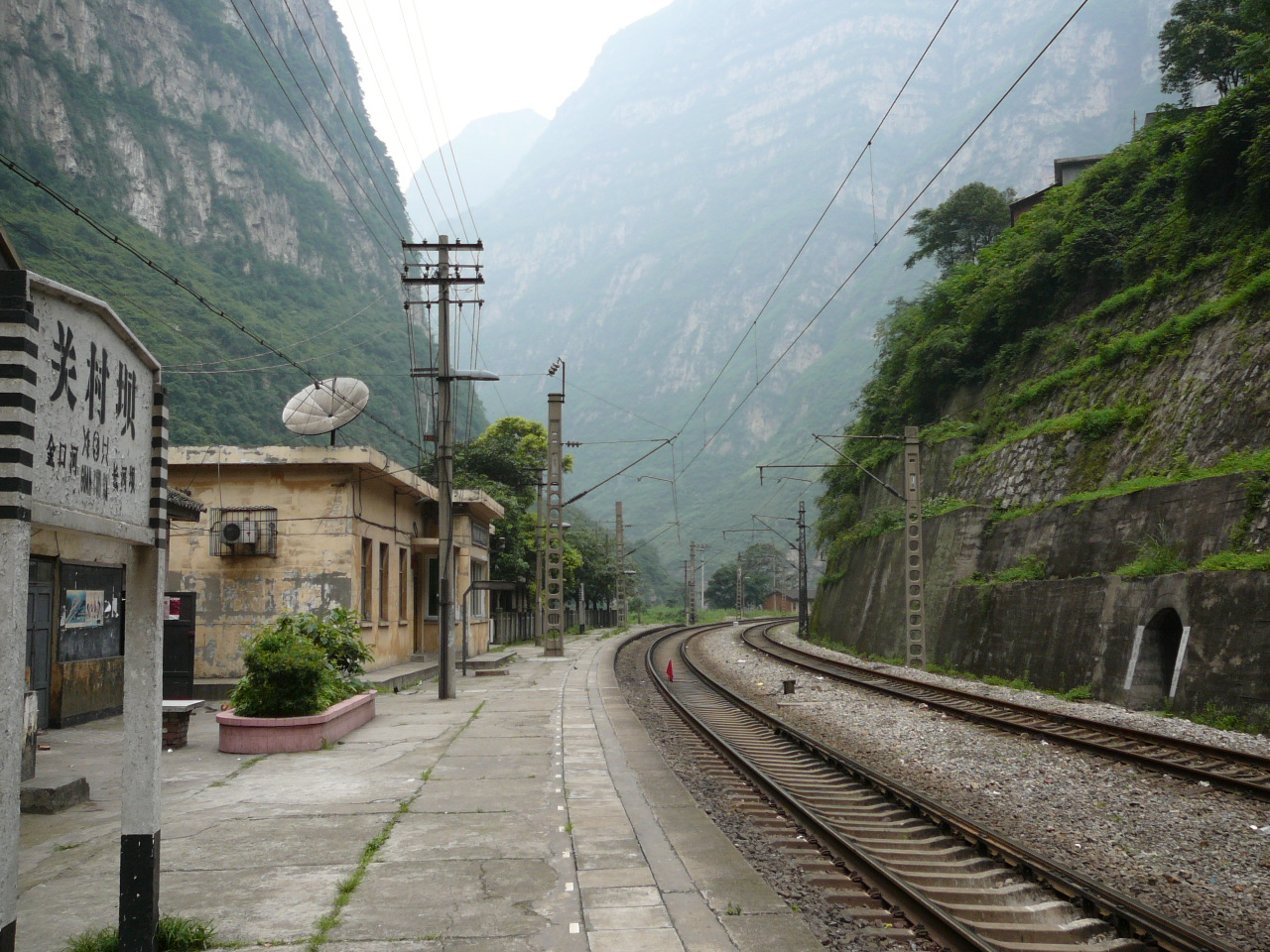
Guancunba Hbf

- Gui-Kun-Bahn 贵昆铁路 (Guiyang–Kunming)
- Kun-He-Bahn 昆河铁路 (Kunming–Hekou)

Parallel zur bestehenden Strecke wurde eine 915 km lange Schnellfahrstrecke gebaut, welche für 160 km/h ausgelegt ist und die mit allen Abschnitten Ende des Jahres 2022 fertiggestellt wurde. Es war der letzte fertigzustellende Abschnitt des 3375 km langen Schnellfahrstrecken-Korridors Peking-Kunming. Die Reisezeit wird auf ungefähr sechs Stunden verkürzt.